# Lalo Schifrin
Boris Claudio "Lalo" Schifrin (21. června 1932 Buenos Aires, Argentina – 26. června 2025 Los Angeles) byl argentinsko-americký skladatel, pianista a dirigent. Napsal hudbu k desítkám hollywoodských filmů a televizních seriálů (mj. Bullitt, Mission: Impossible, Frajer Luke, Brubaker, Cooganův trik), získal čtyři ceny Grammy a šest nominací na Oscara. Byl spojován s žánrem jazzové hudby a známý spoluprací s Clintem Eastwoodem od konce 60. do 80. let, zejména v řadě filmů Dirty Harry.

## Jako skladatel
- 2007 – 99 francs
- 2007 – Křižovatka smrti 3 – Tentokráte v Paříži (Rush Hour 3)
- 2006 – Abominable
- 2006 – Mission: Impossible III
- 2004 – Když se setmí (After the Sunset)
- 2004 – Most osudu (Bridge of San Luis Rey, The)
- 2004 – Shrek 2
- 2003 – Dům naruby (Bringing Down The House)
- 2002 – Červený drak (Red Dragon)
- 2002 – Bratrstvo černé pracky (Undercover Brother)
- 2001 – From Broadway: Fosse
- 2001 – Kate a Leopold
- 2001 – Mean Machine
- 2001 – Křižovatka smrti 2 (Rush Hour 2)
- 2000 – Charlieho andílci (Charlie's Angels)
- 2000 – Happy Accidents
- 2000 – Přesný zásah (Longshot)
- 2000 – Mission: Impossible II
- 2000 – Sněhová kalamita (Snow Day)
- 1999 – Rituals and Resolutions
- 1998 – Křižovatka smrti (Rush Hour)
- 1998 – Tango
- 1996 – Mission Impossible
- 1995 – Nájemní vrazi (Assassins)
- 1994 – Ace Ventura: Zvířecí detektiv (Ace Ventura: Pet Detective)
- 1994 – Wanted: Perfect Father
- 1993 – Burani z Beverly Hills (Beverly Hillbillies, The)
- 1993 – Neuvěřitelná cesta (Homeward Bound: The Incredible Journey)
- 1993 – Waynův svět 2 (Wayne's World 2)
- 1992 – Waynův svět (Wayne's World)
- 1991 – Smrtící triky 2 (F/X2)
- 1991 – Fei zhou he shang
- 1990 – Tváří v tvář (Face to Face)
- 1990 – The Spirit of '76
- 1989 – Návrat od řeky Kwai (Return from the River Kwai)
- 1988 – Dead Pool (Dead Pool, The)
- 1988 – The Killer
- 1988 – The Silence at Bethany
- 1987 – Čtvrtý protokol (Fourth Protocol, The)
- 1986 – Cesta Černého měsíce (Black Moon Rising)
- 1986 – The Ladies Club
- 1985 – Teror na londýnském mostě (Bridge Across Time)
- 1985 – Command 5
- 1985 – Hollywood Wives
- 1985 – The New Kids
- 1984 – Tank
- 1983 – Náhlý úder (Sudden Impact)
- 1982 – Připoutejte se prosím 2 (Airplane II: The Sequel)
- 1982 – Class of 1984
- 1981 – Loophole
- 1981 – Dvě tváře války (Pelle, La)
- 1981 – The 53rd Annual Academy Awards
- 1980 – Brubaker
- 1980 – Serial
- 1980 – The Competition
- 1980 – The Nude Bomb
- 1979 – Horor v Amityville (Amityville Horror, The)
- 1979 – Concorde - Letiště 1979 (Concorde: Airport '79, The)
- 1979 – Útěk do Atén (Escape to Athena)
- 1979 – Hry bez pravidel (Institute for Revenge)
- 1979 – Výstřely pro lásku (Love and Bullets)
- 1978 – Return from Witch Mountain
- 1976 – Any Number Can Die
- 1976 – Brenda Starr
- 1976 – Nedokončená novela (St. Ives)
- 1976 – Orel přistává (The Eagle Has Landed)
- 1976 – The Night Visitor
- 1975 – Delancey Street: The Crisis Within
- 1975 – Hustle
- 1975 – Oriental Blue
- 1973 – Drak přichází (Enter the Dragon)
- 1973 – Harry in Your Pocket
- 1973 – Charley Varrick
- 1973 – Hit!
- 1973 – Magnum Force
- 1973 – The Neptune Factor
- 1972 – The Wrath of God
- 1971 – Drsný Harry (Dirty Harry)
- 1971 – Escape
- 1971 – Pretty Maids All in a Row
- 1971 – The Beguiled
- 1971 – THX 1138
- 1970 – Kellyho hrdinové (Kelly's Heroes)
- 1970 – Kočičko, kočičko miluji tě (Pussycat, Pussycat, I Love You)
- 1969 – Che!
- 1969 – U.M.C.
- 1968 – Bullittův případ (Bullitt)
- 1968 – Cooganův trik (Coogan's Bluff)
- 1968 – Sol Madrid
- 1968 – Where Angels Go Trouble Follows!
- 1967 – Frajer Luke (Cool Hand Luke)
- 1967 – How I Spent My Summer Vacation
- 1967 – The Fox
- 1966 – Curtains for Miss Winslow
- 1966 – I Deal in Danger
- 1966 – Moment of Truth
- 1966 – Murderers' Row
- 1966 – The Making of a President: 1964
- 1966 – Wall Street: Where the Money Is
- 1966 – Way... Way Out
- 1965 – The Cincinnati Kid
- 1965 – The Liquidator
- 1964 – Félins, Les
- 1964 – The Watchman
- 1957 – The Venetian Affair
- 1957 – Venga a bailar el rock

## Jako herec
- 2005 – Medea
- 2002 – Červený drak (Red Dragon) role: Conductor
- 1999 – A Piece of the Action: Behind the Scenes of 'Rush Hour'